# Privalovskie milliony
Privalovskie milliony (Приваловские миллионы) è un film del 1972 diretto da Jaropolk Leonidovič Lapšin.

## Trama
Sergej Privalov, l'erede di una fortuna colossale, torna nella sua città natale degli Urali. È pieno di idee per ricostruire la vita locale: sogna di ammodernare fabbriche, costruire scuole e ospedali. Ma ci sono altri cacciatori di eredità e serie passioni divampano a causa dei milioni di Privalov.